# Galina Alexandrowna Stepanowa
Galina Alexandrowna Stepanowa  (russisch Галина Александровна Степанова; * 14. November 1955 in Pskow als Galina Alexandrowna Sowetnikowa) ist eine ehemalige sowjetische Ruderin.

## Biografie
Galina Stepanowa gewann bei den Olympischen Sommerspielen 1980 in Moskau im Vierer mit Steuerfrau zusammen mit Marija Fadejewa, Marina Studnewa und Steuerfrau Swetlana Semjonowa die Bronzemedaille.